# Buick Gran Sport
Il Gran Sport, o GS, è stato un pacchetto opzionale ad alte prestazioni disponibile su diversi modelli di autovettura di marchio Buick. Questo pacchetto è stato offerto sulla Skylark, sulla Riviera, sulla Wildcat, sulla Century e sulla Regal. "Gran Sport" è stato anche, brevemente, il nome di un modello a sé stante.

## La Skylark Gran Sport

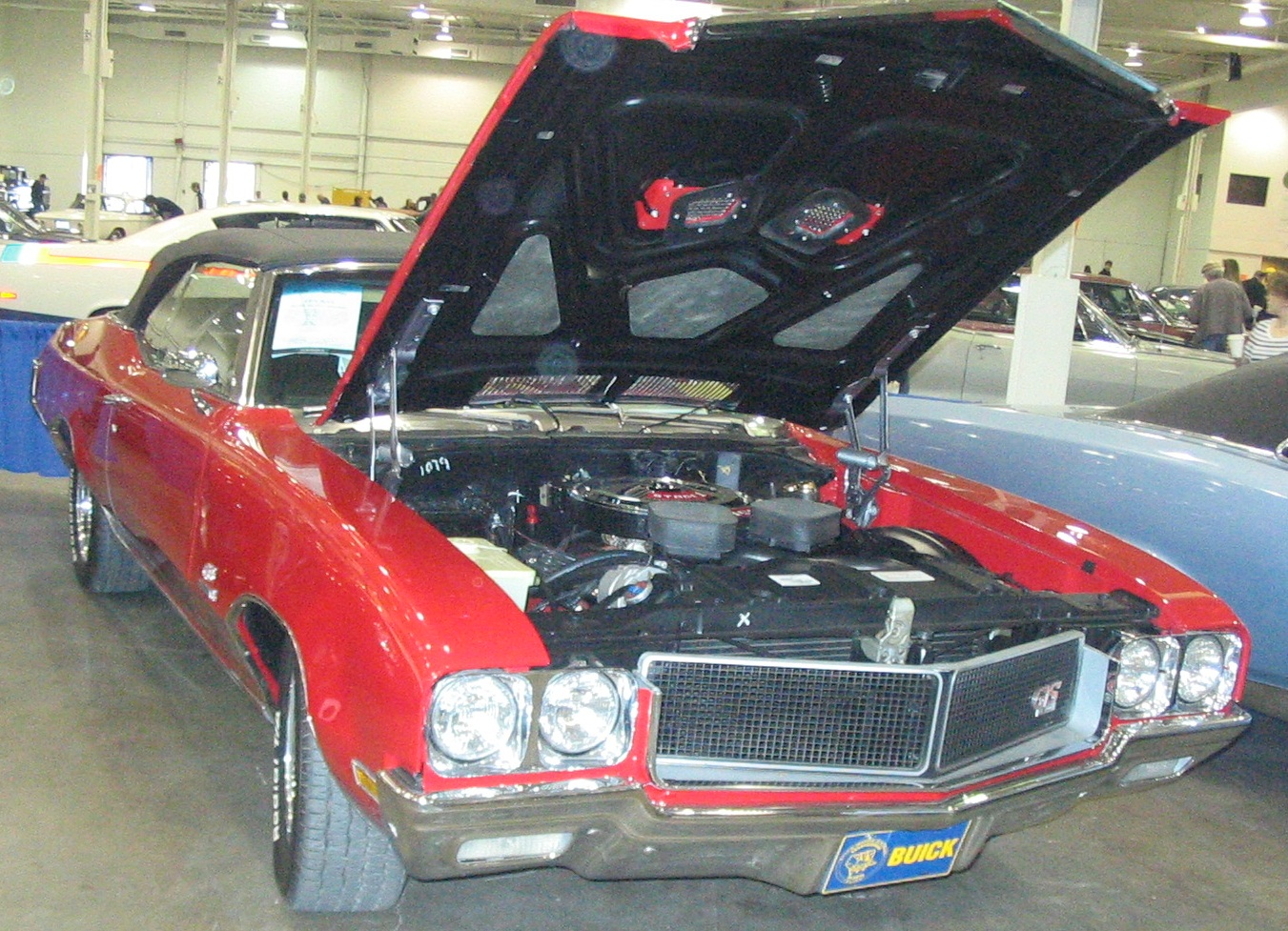
Una Buick Skylark GS

La Skylark Gran Sport del 1965 era una Skylark dotata del pacchetto Gran Sport. Sebbene per il modello base fosse già disponibile un motore V8 relativamente potente da 4,9 L di cilindrata, con il pacchetto Gran Sport era possibile ottenere un propulsore ancora più performante da 6,6 L. Per delle regole interne alla General Motors, questa cilindrata era quella massima ottenibile su un modello mid-size, e la Skylark faceva parte di questa categoria. Questo motore erogava 325 CV di potenza e 603 N•m di coppia. La General Motors vendette più di 15.000 esemplari di Skylark Gran Sport nel primo anno di produzione, e quasi altrettanti l'anno successivo. Nel 1967 la Gran Sport venne rinominata GS 400, ed il pacchetto diventò un modello a sé stante. Nell'occasione, il motore da 6,6 L venne sostituito da un propulsore da 6,6 L (cioè 400 pollici cubi, da cui il nome). Infatti il vecchio propulsore era diventato obsoleto, dato che era stato lanciato nel 1953. Le vendite però calarono a causa della concorrenza della altre muscle car, categoria alla quale faceva parte anche la Gran Sport. Le concorrenti, infatti, erano più filanti ed economiche del modello Buick. Nel 1969 la casa automobilistica statunitense introdusse l'opzione Stage 1. Questo allestimento era disponibile in tiratura limitata (meno di 1.500 esemplari nel 1969) ed il suo motore erogava 360 CV e 597 N•m. Il pacchetto GS fu rinominato Gran Sport nel 1973. Più tardi rivisse negli anni ottanta sulle Skylark a trazione anteriore.

## Le Gran Sport 231/340/350
Nel 1967 la Buick aggiunse alla propria gamma una versione della Gran Sport che possedeva un motore da 5,6 L, a cui fu dato il nome di GS 340. Questo allestimento era anche conosciuto come GS California. Il propulsore citato erogava 260 CV e 495 N•m. Di questo modello vennero prodotti meno di 4.000 esemplari. L'anno successivo questo allestimento venne sostituito dalla GS 350, che utilizzava un motore V8 small-block da 5,7 L. Le sue vendite nel 1970 doppiarono quelle della versione precedente, con quasi 10.000 esemplari commercializzati. La Gran Sport 350 sopravvisse agli altri allestimenti dotati di motori più potenti, dato che fu in commercio fino al 1975. Nell'ultimo anno citato, fu anche prodotto un allestimento dotato di un propulsore ancora più piccolo (3,8 L), il Gran Sport 231. Tutte le cifre riportate nei nomi degli allestimenti sono collegate alle cilindrate, espresse in pollici cubi, dei motori installati.

## La Gran Sport 455
Il motore della Gran Sport 400 è stato sostituito nel 1970 da un propulsore V8 da 7,5 L di cilindrata (cioè 455 pollici cubi, da cui il nome). Esso fu usato sulla nuova serie di Gran Sport, la Gran Sport 455, ed erogava, nella sua versione base, 350 CV e 691 N•m. Il motore montato con l'opzione Stage 1 invece erogava 360 CV e 691 N•m, dato che aveva installato un albero a camme spinto ed delle valvole più larghe. Era anche disponibile l'opzione Stage2, ma essa fu molto rara ed venne installata solo dai concessionari. Comprendeva vari componenti del motore modificati.
Le potenze erogate e le vendite calarono dopo il 1970 a causa della riduzione del rapporto di compressione e dei cambiamenti nel modo di misurare i cavalli vapore erogati. Negli anni successivi, le nuove leggi statunitensi sul contenimento delle emissioni inquinanti portarono alla riduzione della potenza erogata dai motori, a causa dell'installazione del convertitore catalitico e di un singolo terminale di scarico.

## La GSX

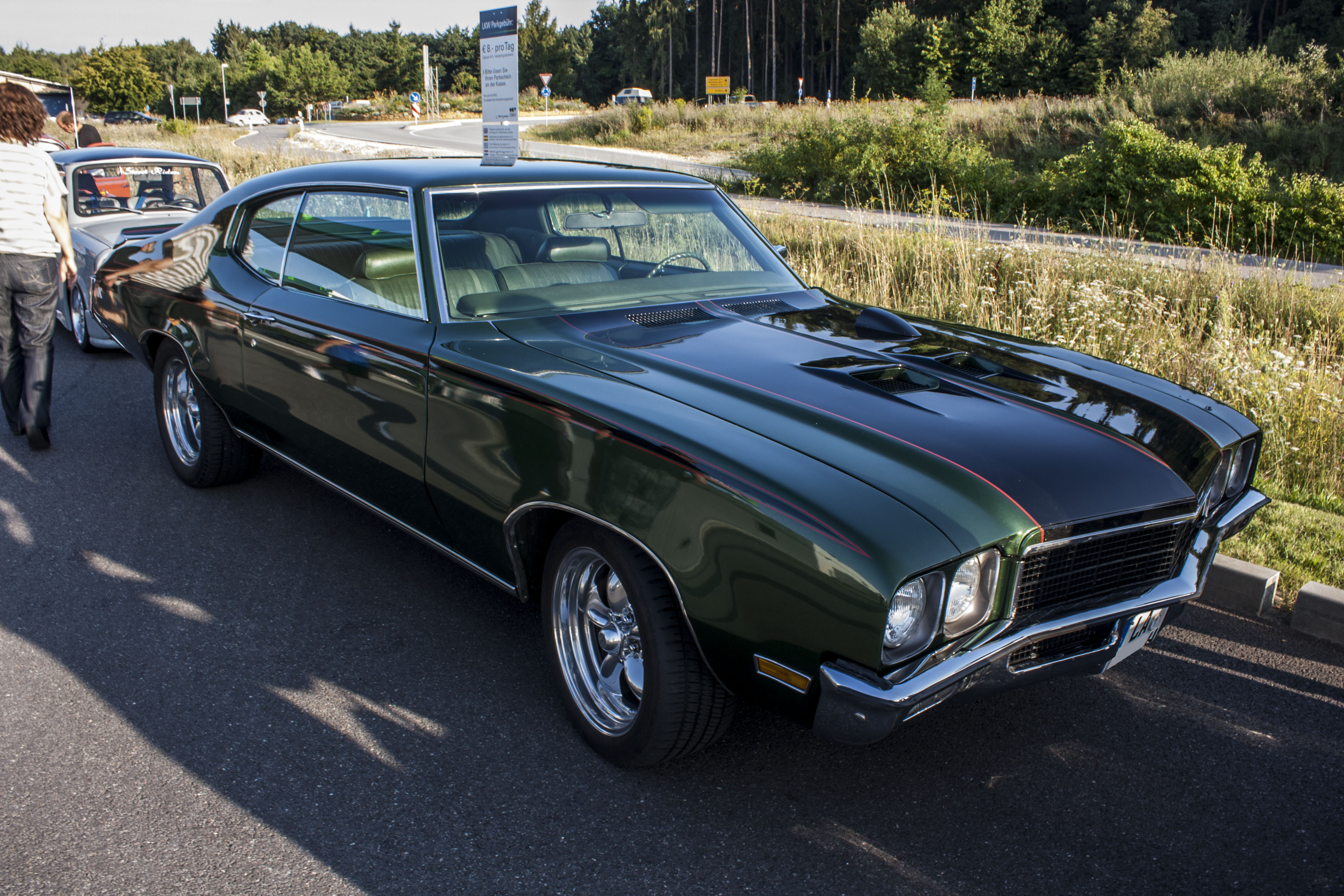
Una Buick Gran Sport GSX

Gli allestimenti GSX e GSX Stage1 furono dei pacchetti ad alte prestazioni disponibili sulla Gran Sport 455 dal 1970. Il primo anno essi furono offerti con il motore V8 da 7,5 L e con la sua versione potenziata (sulle Stage 1). La GSX non fu un modello molto popolare, dato che solo 678 esemplari vennero prodotti nel 1970 (di cui 400 furono Stage 1). La produzione totale scese a 124 esemplari nel 1971 e 44 nel 1972. I propulsori installati sulla Stage 1 producevano 350/370 CV e 690 N•m. Tutte le GSX possedevano una distintiva striscia nera sulla fiancata. Il contagiri era collocato all'esterno, sul cofano. Questa soluzione però non venne gradita dagli ingegneri Buick, dato che era di derivazione Pontiac. Era inoltre presente uno spoiler anteriore di colore nero. Tra l'equipaggiamento installato di serie, erano presenti dei sedili singoli, la leva del cambio montata sul pavimento e le barre antirollio. Tra gli optional, erano offerti il cambio automatico oppure una trasmissione manuale a quattro rapporti.
Dopo il 1970, la GSX diventò un'opzione disponibile su tutte le Gran Sport. La GSX fu tolta dai mercati dopo il 1974. Nell'ultimo anno in cui fu in produzione, la GSX fu un allestimento della Apollo.

## La Riviera GS
La Riviera GS è stata la versione ad alte prestazioni della Buick Riviera. È stata prodotta dal 1965 dal 1975.
Già nel 1965, la versione è stata chiamata Riviera GranSport. Le vetture successive avevano però applicati dei loghi riportanti la dicitura "GS", nonostante il modello fosse chiamato ufficialmente "Gran Sport".
A differenza degli altri modelli GS mid-size, la Riviera e la Wildcat GS ebbero installato fino al 1973 un differenziale a scorrimento limitato.
Nel 1965, ed opzionalmente nel 1966, la Riviera Gran Sport ebbe in dotazione il motore "Super Wildcat" da 7 L di cilindrata, che possedeva due carburatori ed un filtro dell'aria cromato a doppio ingresso. Era anche disponibile il pacchetto H2, che forniva alla vettura una migliore guidabilità.

## La Wildcat GS
Un altro allestimento della serie Gran Sport fu disponibile sulle Buick Wildcat e Wildcat Custom versioni hardtop e cabriolet. Questo pacchetto includeva un rapporto al ponte di 3,42:1, un avantreno a molle con rigidità variabile, delle barre antirollio rinforzate ed una trasmissione automatica Turbo-Hydramatic 400. L'opzione Y48 aveva in dotazione dei carburatori quadruplo corpo e dei coprivalvola alettati in alluminio nelle testate del motore da 7 L. Questa opzione fu disponibile un solo anno.

## La Century Gran Sport
Dal 1973 al 1975 e nel 1986, fu disponibile la Century Gran Sport. Questa versione speciale del modello aveva in dotazione dei motori più potenti e delle trasmissioni speciali.

## La Regal GS / Gran Sport
Dal 1988 al 2004, venne commercializzata una versione Grand Sport della Regal. Il primo motore disponibile fu un V6 da 3,8 L erogante 170 CV di potenza. In seguito venne montato un propulsore sovralimentato sempre da 3,8 L, ma che sviluppava 270 CV.